# Èpsilon de l'Àguila
Èpsilon de l'Àguila (ε Aquilae) és un sistema estel·lar triple a la constel·lació d'Aquila. També té els noms tradicionals de Deneb el Okab, del mot àrab ذنب العقاب ðanab al-cuqāb que significa la "coa del falcó", i en Mandarí Woo i Yuë derivats de 吳 wú, un antic estat a prop de la província de Jiangsu, i 粵 yuè, un antic estat a prop de la província de Jiangsu, i, un antic estat de la província de Guandong. Comparteix aquests noms amb Zeta de l'Àguila.
El component primari, ε Aquilae A, és una gegant del tipus K amb una magnitud aparent +4,02. Té dues companyes separades de la primària per 131,1 i 148,6 segons d'arc. Èpsilon de l'Àguila està aproximadament a 154 anys llum de la Terra.